# 公明山区
公明山区，是缅甸佤邦勐冒縣下辖的一个区。

## 地理
公明山区位于勐冒县北部，以境内公明山命名。东北接邦外区，东接王冷区，东南接岩城区，西南接联合区和曼东区，西北接富邦县南邓区和纳威区。

## 区划沿革
2024年12月27日，原由勐冒县直辖的新地方街道划归公明山区管辖，并改设为新地方街道乡。

## 行政区划
公明山区下辖11乡：
- 新地方街道乡（Eung' daux Lah Meung' Mau）
- 梅克乡：永友村
- 农曼乡（农马乡）：永怒村、永拉村[3]
- 永佤乡
- 大寨乡：大寨村、小寨村、机关村、永布龙村、格龙波村、帕盆村、来边村、然亚村、帕果村[4]、龙布村[3]
- 公冷乡
- 永上乡（永伞乡）：聂外村
- 乐惹乡
- 欧刷乡
- 腊惹乡（Eung' La Raix）：腊惹村
- 公嘎乡[5]